# Angolesos estatunidencs
Els angolesos estatunidencs són estatunidencs d'ascendencia angolesa o immigrants angolesos. Segons les estimacions, l'any 2000 hi havia 1.642 persones descendents d'immigrants angolesos als Estats Units. Tanmateix la quantitat d'angolesos estatunidencs és difícil de determinar i pot ser molt més gran, ja que molts afroamericans podrien ser descendents d'esclaus angolesos. El 1644, la majoria dels 6.900 esclaus comprats a la costa africana per esclarir boscos, fer carreteres, cases i edificis públics i vancréixer els aliments provinents de les estacions establertes a Angola.

## Història

### Esclavitud en elseglexvii
Des del segle xvii fins a principis del segle xix, molts angolesos van ser enviats com a esclaus als Estats Units. Podien haver estat esclaus angolesos els primers africans a arribar a les Tretze Colònies, segons ha explicat Sheila Walker, una productora de cinema i investigadora d'antropologia cultural a Amèrica. Això es refereix a un esdeveniment de 1617 a Jamestown (Virgínia), quan els angolesos van ser desviats per un vaixell espanyol a un vaixell anglès destinat a Mèxic. Aquests primers esclaus angolesos de Virgínia (15 homes i 17 dones) eren ambundu i bakongo, que parlaven kimbundu i kikongo respectivament. Molts d'aquests primers esclaus eren lletrats. 
Més tard, els esclaus van ser robats als portuguesos pels pirates anglesos i holandesos quan els pirates van sortir amb els esclaus del port angolès de Luanda. Molts d'aquests esclaus van ser importats pels holandesos a la ciutat de Nova York, que, en aquell moment, es deia Nova Amsterdam i estava sota control holandès. Així, els angolesos també van ser els primers esclaus a la ciutat de Nova York. Segons el professor de la Universitat Harvard Jill Lepore, els esclaus d'Angola que van arribar a Nova Amsterdam també van ser ambundu i, en menor mesura, kongos, com va ser el cas dels primers esclaus que van arribar a Virgínia. En 1621, l'antic esclau angolès Anthony Johnson va arribar a Virgínia i va ser el primer esclau negre documentat a les colònies angleses en obtenir la seva llibertat i, alhora, esclaus propis. A Anthony Johnson se li va concedir la propietat de John Casor després d'un cas civil en 1654. El comerç d'esclaus angolesos als Estats Units va assolir la seva major magnitud entre 1619 i 1650. En 1644 es van comprar 6.900 esclaus a la costa africana per netejar els boscos, construir carreteres, cases i edificis públics, i cultivar aliments. La majoria eren de les colònies de la companyia a les Índies Occidentals, però procedien de les seves factories establertes a Angola.

### Segle XVIII-XIX
Durant el període colonial la gent de la regió Congo-Angola van representar el 25% dels esclaus a Amèrica del Nord. Sobre la base de les dades esmentades, molts esclaus angolesos provenien de diferents grups ètnics, com el bakongo i els tio i ambundus (del regne de Ndongo). No obstant això, no tots els esclaus van mantenir la cultura dels seus avantpassats. Els bakongo eren catòlics, del regne del Congo, que s'havia convertit voluntàriament al catolicisme el 1491 després que els portuguesos establissin relacions comercials en aquest territori. Els esclaus d'Angola van formar la majoria dels esclaus a Carolina del Sud i eren un dels principals grups d'esclaus en altres llocs. A Virgínia, la majoria dels esclaus provenien dels límits de les nacions-estats moderns de Nigèria i Angola. Entre 1710 i 1769, només el 17% dels esclaus que van arribar a Virgínia eren d'Angola. Altres llocs als Estats Units, com Delaware i Indiana, també tenien esclaus angolesos.
Molts dels esclaus bakongo que van arribar als Estats Units al segle xviii van ser capturats i venuts com a esclaus pels reis africans a altres tribus o enemics durant diverses guerres civils. Algunes dels esclaus venuts del Congo als Estats Units eren soldats entrenats. En 1739 hi va haver un aixecament a Carolina del Sud on possiblement el 40% dels esclaus eren angolesos. Dirigit per un angolès anomenat Jemmy, un grup de 20 esclaus angolesos, probablement bakongos i qualificats de catòlics, es van amotinar i van matar almenys 20 colons blancs i alguns nens. Van marxar a Charleston (Carolina del Sud), on l'aixecament va ser durament reprimit. Quaranta dels esclaus de la revolta (alguns angolesos) van ser decapitats i els seus caps van penjar de pals per servir d'advertència als altres. Aquest episodi, conegut com la rebel·lió de Stono, va precipitar la legislació que prohibia la importació d'esclaus. La prohibició estava destinada a resoldre dos problemes greus: la inhumanitat cap als esclaus negres i el fet que el país tingués més negres que blancs. Més tard, uns 300 antics esclaus angolesos van fundar la seva pròpia comunitat al delta del riu Braden, a prop del que ara és el centre de Bradenton, Florida. Li van donar el nom d'Angola, en honor de la pàtria de molts d'ells, i van intentar viure com homes lliures. Tanmateix, aquesta Angola va ser destruïda en 1821. Els caçadors rics i posseïdors d'esclaus van contractar 200 mercenaris, van capturar 300 negres i van cremar les seves cases. Es creu, tanmateix, que alguns angolesos van fugir en basses i van aconseguir amb èxit a l'illa d'Andros a Bahames, on es van establir.

### Emigració recent
Després de l'abolició de l'esclavitud en 1865 i fins als anys 1970, pocs angolesos van emigrar als Estats Units. La immigració angolesa a gran escala als Estats Units va començar a la dècada de 1970, fugint de les guerres regionals al seu país. Inicialment, la majoria dels refugiats angolesos van emigrar a França, a Bèlgica i a Portugal, el país al que Angola va pertànyer en època colonial i amb el que compartien la llengua. Però a la dècada de 1980, les restriccions a la immigració van obligar a moltes d'ells a emigrar a altres països, com els Estats Units. Abans d'això, només 1.200 angolesos havien emigrat als Estats Units. Entre 1980 i 1989, 1.170 angolesos van entrar als EUA; Entre 1990 i 2000 hi van arribar 1.995 més. Es van registrar 4.365 angolesos com a residents als Estats Units l'any 2000.
S'establiren principalment a Philadelphia, St. Louis, Phoenix, i Chicago. També hi ha alguns angolesos a Brockton, Massachusetts, atrets a l'àrea per la presència dels ja establerts capverdians estatunidencs lusòfons. En 1992 els líders de les comunitats angoleses d'aquestes ciutats formaren l' Angolan Community in the USA (ACUSA). La branca de Chicago ha ajudat als nous immigrants.

## Demografia
Actualment, la majoria dels estatunidencs que són descendents d'immigrants angolesos als Estats Units parlen portuguès i anglès. Malgrat les grans dimensions familiars d'Angola, la majoria d'immigrants angolesos als Estats Units són homes solters o petits grups familiars. A ciutats com Chicago, les comunitats angoleses solen celebrar festes angoleses, escoltar música angolesa o llegir periòdics sobre esdeveniments ocorreguts a Angola. Les principals comunitats són concentrades a Filadèlfia, St. Louis, Phoenix i Chicago. Mentrestant, els estats amb les comunitats angoleses estatunidenques més importants són a Massachusetts, Pennsilvània, Connecticut i Nova Jersey. Encara que segons estimacions de 2000 només hi havia 1.642 persones d'origen angolès als Estats Units, segons el mateix cens d'aquell any, 4.365 persones nascudes a Angola vivien als Estats Units, dels quals 1.885 eren blancs, 1.635 negres, 15 eren asiàtics, 620 mestiços i altres 210 de raça no especificada.

## Llegat
- El terme "Gullah" (referit a un grup ètnic d'origen africà i llengua i cultura africana), gullah establert en parts de Virgínia, Carolina del Sud i Geòrgia) pot derivar d'una paraula angolesa.[17]
- "Angola" es va convertir en el nom donat a les comunitats creades pels esclaus fugitius angolesos i el terme mateix va representar la lluita per la llibertat.
- Diversos antropòlegs i historiadors estatunidencs participen en el projecte anomenat Angola, l'estudi històric dels diversos angolesos que viuen als Estats Units.
- A uns 50 quilòmetres de Baton Rouge (Louisiana), hi ha un lloc anomenat Angola. Es tracta d'una antiga plantació de 7.200 hectàrees, on la majoria dels esclaus eren d'Angola i, el 1835, es va convertir en la penitenciaria estatal de Louisiana, coneguda actualment com The Farm or Angola.
- Hi ha nombroses ciutats estatunidenques anomenades "Angola", com a Nova York, Delaware i Indiana on hi havia esclaus angolesos .
- Virgínia també tenia una granja anomenada "Angola", propietat d'Anthony Johnson, un angolès que va prendre el nom del seu cap quan va ser alliberat.[6]

## Persones destacades
- Chris Tucker